# Гилия
Гилия (лат. Gilia) — род растений семейства Синюховые (Polemoniaceae), растущий среди кустарников, в редколесьях и лесах запада Северной и Южной Америки.
Род назван в честь итальянского естествоиспытателя Филиппо Луиджи Джильи.

## Ботаническое описание
Однолетние растения или многолетние травянистое растение, реже полукустарники. Листья цельные или от однажды до трижды перисторассечённых, прикорневые листья часто собраны в розетку, стеблевые листья очерёдные, резко или постепенно уменьшающиеся в размерах.
Соцветие метельчатое, реже головчатое, иногда состоит из 1—3 почти сидячих или на цветоножке цветков. Чашечка трубчатая, доли равные. Венчик актиноморфный, колесовидный, колокольчатый, воронковидный. Тычинок 5; нити равные или неравные по длине, редко загнутые, голые; пыльники не выставленные. Завязь голая или мелкожелезистая. Плоды локулицидно раскрываются. Семян обычно много в гнезде, реже по 1, ослизняющиеся при намокании, от яйцевидных до почти шаровидных, от угловатых до шероховатых. Хромосомы 2n = 18, 36, 72.

## Виды
Род включает около 50 видов:
- Gilia achilleifolia Benth. — Гилия тысячелистниковая
- Gilia aliquanta A.G.Grant & V.E.Grant
- Gilia angelensis V.E.Grant
- Gilia austrooccidentalis (A.D.Grant & V.E.Grant) A.G.Grant & V.E.Grant
- Gilia brecciarum M.E.Jones
- Gilia cana (M.E.Jones) A.Heller
- Gilia capitata Sims — Гилия головчатая
- Gilia clivorum (Jeps.) V.E.Grant
- Gilia clokeyi H.Mason
- Gilia crassifolia Benth.
- Gilia diegensis (Munz) A.G.Grant & V.E.Grant
- Gilia flavocincta A.Nelson
- Gilia inconspicua (Sm.) Sweet
- Gilia interior (H.Mason & A.D.Grant) A.D.Grant
- Gilia karenae Kass & S.L.Welsh
- Gilia laciniata Ruiz & Pav. typus[1]
- Gilia latiflora (A.Gray) A.Gray
- Gilia latimeri (T.L.Weese & L.A.Johnson) V.E.Grant
- Gilia leptantha Parish
- Gilia lomensis V.E.Grant
- Gilia lyndana Allred
- Gilia malior Day & V.E.Grant
- Gilia mexicana A.G.Grant & V.E.Grant
- Gilia millefoliata Fisch. & C.A.Mey.
- Gilia minor A.G.Grant & V.E.Grant
- Gilia modocensis Eastw.
- Gilia nevinii A.Gray
- Gilia ochroleuca M.E.Jones
- Gilia ophthalmoides Brand
- Gilia salticola Eastw.
- Gilia scopulorum M.E.Jones
- Gilia sinuata Douglas ex Benth.
- Gilia stellata A.Heller
- Gilia tenuiflora Benth.
- Gilia transmontana (H.Mason & A.D.Grant) A.G.Grant & V.E.Grant
- Gilia tricolor Benth. — Гилия трёхцветная
- Gilia tweedyi Rydb.
- Gilia valdiviensis Griseb.
- Gilia yorkii Shevock & A.G.Day